# Chính phủ lâm thời México
Chính phủ lâm thời México, là một tổ chức có tên gọi là Quyền lực Điều hành Tối cao (tiếng Tây Ban Nha: Supremo Poder Ejecutivo) mà cơ quan hành pháp quản lý México giữa 1823 và 1824, sau sự sụp đổ của Đế chế México của Agustín I. Tổ chức này chịu trách nhiệm triệu tập việc thành lập Cộng hòa liên bang, Các bang México Thống nhất và có hiệu lực từ ngày 1 tháng 4 năm 1823 đến ngày 10 tháng 10 năm 1824.

## Bối cảnh
Vào ngày 27 tháng 9 năm 1821 sau ba thế kỷ thống trị Tây Ban Nha, México đã giành được độc lập. Hiệp ước Córdoba công nhận là một phần của Lãnh địa Phó vương Tân Tây Ban Nha như một đế chế độc lập, được công nhận là "quân chủ, lập hiến và ôn hòa". Quốc gia mới này đã thông qua tên gọi Đế quốc México.
Một thiểu số của Quốc hội lập hiến tìm kiếm sự ổn định bầu làm vua Agustín de Iturbide và do đó ông đã được tuyên bố là hoàng đế México vào ngày 18 tháng năm 1822. Tuy nhiên, Đế quốc Lập hiến sớm chứng tỏ không tương thích của hai bộ phận chính của nó, là Hoàng đế và Quốc hội Lập hiến. Các đại biểu bị tống giam chỉ để biểu lộ sự bất đồng của họ với Iturbide và cuối cùng, Iturbide đã quyết định loại bỏ vĩnh viễn Quốc hội, thay vào đó thành lập một Ủy ban Tư vấn Quốc gia.
Sự thiếu vắng Quốc hội, tính chất tùy tiện của Hoàng đế và sự vắng mặt của các giải pháp cho những vấn đề nghiêm trọng mà đất nước đang đối mặt với các âm mưu gia tăng để thay đổi chế độ đế quốc. Antonio López de Santa Anna tuyên bố kế hoạch Casa Mata mà sau đó gia nhập bởiVicente Guerrero và Nicolás Bravo. Iturbide sau đó bị buộc phải thiết lập lại Quốc hội và trong một nỗ lực vô ích để cứu vãn trật tự và giữ cho tình hình thuận lợi cho những người ủng hộ ông, ông đã vị Hoàng đế của Đế quốc vào ngày 19 tháng 3 năm 1823.
Tuy nhiên, Quốc hội đã hủy bỏ sự chỉ định của Iturbide và do đó nhận ra sự thoái vị và dường như là lễ đăng quang của Iturbide như là một lỗi logic trong việc tàn phá sự độc lập.

## Cộng hòa và Liên bang
Vào ngày 31 tháng 3 năm 1823, Quốc hội Lập hiến đã bổ nhiệm một bộ ba gồm Nicolás Bravo, Guadalupe Victoria và Pedro Celestino Negrete để lãnh đạo quốc gia, tổ chức này được đặt tên là Quyền lực Hành pháp Tối cao. Để thay thế Bravo và Victoria, những người không ở thủ đô, đã được chọn và Miguel Domínguez và José Mariano Michelena.
Quyền hành pháp tối cao đã được ủy nhiệm triệu tập các tỉnh cũ trước đây là Free States, để tạo ra Cộng hòa Liên bang và cũng có thể gọi các cuộc bầu cử cho một đại hội thành viên mới. Ngoài ra, đã phải vượt qua một loạt các khó khăn chính trị như trường hợp các tỉnh Trung Mỹ đã chọn không tham gia Liên bang México, các tỉnh Oaxaca, Yucatán, Jalisco và Zacatecas tuyên bố chính phủ tự do và có chủ quyền, cũng phải đối mặt với âm mưu của những người ủng hộ Iturbide và nỗ lực chống Tây Ban Nha chống lại.
Vào ngày 5 tháng 11 năm 1823 đã được lắp đặt đại hội thành phần mới. Ngày 31 tháng 1 năm 1824 đã ban hành sắc lệnh tạo ra Đạo luật Constitutive của Liên bang México.
Dự thảo hiến pháp đã được đệ trình để thảo luận về ngày 01 tháng 4 năm 1824, và đã được phê duyệt trên 03 tháng 10 năm đó, và cuối cùng, đã được ban hành Hiến pháp liên bang của Hoa Kỳ México 1824 trên 04 tháng 10 năm 1824 mà đã được chính thức thành lập Kỳ Các quốc gia México.
Ngày 10 tháng 10 năm 1824, Guadalupe Victoria nhậm chức Tổng thống đầu tiên của México.

## Thành viên
| Nguyên thủ quốc gia | Nguyên thủ quốc gia     | Nhậm chức           | Ngày nhậm chức       | Ghi chú             |
| ------------------- | ----------------------- | ------------------- | -------------------- | ------------------- |
|                     | Nicolás Bravo           | 31 tháng 3 năm 1823 | 10 tháng 10 năm 1824 |                     |
|                     | Guadalupe Victoria      | 31 tháng 3 năm 1823 | 10 tháng 10 năm 1824 |                     |
|                     | Pedro Celestino Negrete | 31 tháng 3 năm 1823 | 10 tháng 10 năm 1824 |                     |
|                     | José Mariano Michelena  | 1 tháng 4 năm 1823  | 10 tháng 10 năm 1824 | Thành viên thay thế |
|                     | Miguel Domínguez        | 1 tháng 4 năm 1823  | 10 tháng 10 năm 1824 | Thành viên tháy thế |
|                     | Vicente Guerrero        | 1 tháng 4 năm 1823  | 10 tháng 10 năm 1824 | Thành viên thay thế |